# Victor Serventi
Victor Serventi, né le 23 juin 1907 à Alger, mort le 16 mars 2000 à Margency (Val-d'Oise), est un compositeur français.

## Biographie
Serventi étudia à partir de 1921 au Conservatoire de Paris le piano auprès de Joseph Morpain puis de Lazare-Lévy, l'harmonie auprès de Jean Gallon, le contrepoint et la fugue auprès de Noël Gallon et la composition auprès d'Henri Busser. Il concourut plusieurs fois à partir de 1934 au Prix de Rome où il remporta le premier grand prix en 1937 avec sa cantate La Belle et la Bête.
De 1943 à 1977, il fut professeur au Conservatoire de Paris. Il composa entre autres des Variations sur une complainte corse pour piano en 1938, une suite pour piano en 1942 et des variations pour clarinette et piano. Son œuvre la plus célèbre, régulièrement donnée en concert et plusieurs fois enregistrée, est le Largo et scherzando pour contrebasse et piano qu'il composa en 1944.
Serventi était l'époux de la chanteuse Suzanne Juyol (1920-1994)